# Учень майстра
«Учень майстра» (англ. Apprentice) — міжнародно-спродюсований драматичний фільм, знятий Джунфеном Бу. Світова прем'єра стрічки відбулась 16 травня 2016 року на Каннському кінофестивалі. Фільм розповідає про молодого охоронця в'язниці, який вчиться виконанню смертних вироків. Раніше його батько був засуджений до смертної кари за вбивство, якого він не скоював.
Фільм був висунутий Сінгапуром на премію «Оскар» за найкращий фільм іноземною мовою.

## У ролях
- Фірдаус Рахман — Айман
- Ван Ханефі Су — Рахім
- Мастура Ахмад — Сухайла
- Бун Пін Кох — Джеймс

## Нагороди та номінації
| Нагороди та номінації фільму «Учень майстра» | Нагороди та номінації фільму «Учень майстра» | Нагороди та номінації фільму «Учень майстра» | Нагороди та номінації фільму «Учень майстра» | Нагороди та номінації фільму «Учень майстра» | Нагороди та номінації фільму «Учень майстра» |
| Рік                                          | Кінопремія / Кінофестиваль                   | Категорія / Нагорода                         | Номінант                                     | Результат                                    |                                              |
| -------------------------------------------- | -------------------------------------------- | -------------------------------------------- | -------------------------------------------- | -------------------------------------------- | -------------------------------------------- |
| 2016                                         | Каннський кінофестиваль                      | Найкращий фільм («Особливий погляд»)         | «Учень майстра»                              | Номінація                                    |                                              |
| 2016                                         | Сіднейський кінофестиваль                    | Найкращий фільм                              | «Учень майстра»                              | Номінація                                    |                                              |